# 信達町
信達町（しんだちちょう）は、大阪府泉南郡にあった町。現在の泉南市中部から南部、阪和線和泉砂川駅周辺、阪和自動車道泉南インターチェンジ周辺から南側一帯、金熊寺川上流域にかけての広い地域にあたる。

## 地理
- 山：愛宕山、四石山
- 池：海営宮池、狐池、入野池、永寿上池、永寿下池
- 河川：新家川、金熊寺川

## 歴史
- 1941年（昭和16年）2月11日 - 泉南郡信達村・東信達村が合併して信達町が発足。大字市場に町役場を設置。
- 1956年（昭和31年）9月30日 - 泉南郡新家村・西信達村・鳴滝村・樽井町・雄信達村と合併して泉南町が発足。同日信達町廃止。旧信達町の9大字は「信達」を冠する。

## 交通

### 鉄道路線
- 日本国有鉄道
  - 阪和線
    - 和泉砂川駅

### 道路
- 熊野街道 - 当地では紀州街道が重複する。
- 根来街道

現在は旧村域に阪和自動車道泉南インターチェンジが所在するが、当時は未開業。